# Boeing XB-59
Le Boeing XB-59 est un projet de bombardier supersonique américain des années 1950. L'USAF abandonné le projet en 1952, après avoir choisi de développer le B-58 Hustler.